# Big Sioux River
Der Big Sioux River ist ein 470 Kilometer langer linker Nebenfluss des Missouri River im Osten von South Dakota und im Nordwesten Iowas.
Der Big Sioux River entspringt im Roberts County in South Dakota. Danach fließt er durch die Countys Grant, Codington, Hamlin, Brookings, Moody und Minnehaha. Bei Sioux Falls bildet der Fluss einen Wasserfall, der der Stadt den Namen gab. Nach Brandon fließt der Fluss entlang der Grenze der beiden Bundesstaaten South Dakota und Iowa.